# Onthophagus wiebesi
Onthophagus wiebesi es una especie de insecto del género Onthophagus, familia Scarabaeidae, orden Coleoptera.
Fue descrita científicamente por Krikken en 1977.